# Hochheim am Main
Hochheim am Main é um município da Alemanha, situado no distrito de Main-Taunus, no estado de Hesse. Tem 19,43 km² de área, e sua população em 2019 foi estimada em 17.945 habitantes.